# Gilles Tremblay (musicien)
Pour les articles homonymes, voir Tremblay et Gilles Tremblay.
Gilles Tremblay, né à Arvida le 6 septembre 1932 et mort à Montréal le 27 juillet 2017, est un pianiste, ondiste, pédagogue et compositeur québécois.

## Biographie
Gilles Tremblay a d'abord étudié la musique au Conservatoire de musique de Montréal avec Germaine Malépart (piano) et Claude Champagne (composition). Il poursuit ses études à Paris avec Olivier Messiaen (analyse), Yvonne Loriod (écriture et piano), Andrée Vaurabourg et Maurice Martenot. Par la suite, il va s'initier à la musique électro-acoustique, notamment au début des années 1960 lorsqu'il effectue un stage au groupe de recherches musicales de la RTF. Rentré au Québec, il donne des cours d'analyse au Centre d'arts Orford, ainsi qu'au Conservatoire de musique du Québec, à Québec. Il est nommé responsable de la classe d'analyse au Conservatoire de Montréal en 1962. Parmi ses étudiants, notons Michel Gonneville, Gilbert Patenaude, Isabelle Panneton, Alain Lalonde, Louise Samson, André Villeneuve, Serge Arcuri, Anthony Rozankovic, Silvio Palmieri, Marc Hyland, Sean Pepperall et Annick-Patricia Carrière. Il est membre du conseil d'administration de la SMCQ (1968-1988), en devient le président (1982-1988) et le directeur artistique (1986-1988). Il prend finalement sa retraite en 1997.

## Compositions (liste non exhaustive)
- Mobile, pour violon et piano (1962)
- Champs I, pour piano et 2 percussions (1965)
- Cantique de durées, pour 7 formations d'instruments (1960)
- Sonorisation du Pavillon du Québec, Musique électronique à 24 canaux (1967)
- Souffles (Champs II), pour 2 flûtes, hautbois, clarinette, cor, 2 trompettes, 2 trombones, piano, 2 percussions, et contrebasse (1968)
- Vers (Champs III), pour 2 flûtes, clarinette, trompette, cor, 3 percussions, 3 violons, et contrebasse (1969)
- Jeux de solstices, pour orchestre (1974)
- Pièces pour piano (I. Phases, II. Réseaux), pour piano (1974)
- Oralléluiants, pour soprano, clarinette basse, cor, 2 percussions, et 3 contrebasses (1975)
- Fleuves, pour piano, percussion, et orchestre (1976)
- Vers le soleil, pour orchestre (1978)
- Perséphone désincarnée, pour cor, clarinette, basson et marimba (1980)
- Le Signe du lion, pour cor et tam-tam (1981)
- Triojubilus "À Raphaël", pour flûte, harpe, et "cloche de vache" (1985)
- Les Vêpres de la Vierge, pour chœur mixte, soprano solo et ensemble instrumental (1986)
- Musique du feu, pour piano et orchestre (1991)
- L’Arbre de Borobudur, pour cor, 2 harpes, contrebasse, ondes Martenot, 2 percussions, et ensemble de gamelans (1994)
- L’Espace du cœur (Miron-Machaut), pour voix mixtes et percussions (1997)
- Les pierres crieront, pour violoncelle et grand orchestre (1998)
- A quelle heure commence le temps?, pour baryton, percussions, piano et orchestre (1999)
- L’Appel de Kondiaronk: symphonie portuaire, travail environnemental pour bataille de sirènes et 2 locomotives (2000)
- Quatuor à cordes ‘Croissant’ (2001)
- En partage (Concerto), pour alto et orchestre (2002)
- Levées, pour quatuor de saxophones (2009)
- L'eau qui danse, La pomme qui chante et l'oiseau qui dit la vérité, opéra-féérie, livret de Pierre Morency (2009)

## Ouvrage
- 1968 « Note pour Cantique de durées. », Revue d'esthétique 21, nos. 2–4 ("Musiques nouvelles") : pp. 51–58.

## Honneurs
- 1968 - Prix Calixa-Lavallée pour la sonorisation du pavillon du Québec pour Expo 67
- 1973 - Médaille du Conseil canadien de la musique
- 1980 - Prix Lynch-Staunton
- 1982 - Refuse l'Ordre du Canada
- 1991 - Chevalier de l'Ordre national du Québec.
- 1991 - Prix Denise-Pelletier
- 1997 - Prix Serge-Garant
- 2002 - Prix Opus, hommage
- 2012 - Officier de l'Ordre du Canada